# NGC 2522
NGC 2522 è una galassia lenticolare situata nella costellazione del Cancro, a una distanza di circa 237 milioni di anni luce dalla nostra Via Lattea.

## Scoperta
La galassia è stata scoperta il 26 gennaio 1865 dall'astronomo tedesco Albert Marth.

## Descrizione
Il database SIMBAD la classifica come galassia LINER, cioè una galassia il cui nucleo presenta uno spettro di emissione caratterizzato da larghe righe di atomi debolmente ionizzati.